# Pervez Mušaraf
Pervez Musharraf (Urdu: پرويز مشرف); (Delhi, 11. kolovoza 1943. – Dubai, 5. veljače 2023.) bio je pakistanski general i političar, bivši predsjednik Pakistana.
Na vlast je došao vojnim udarom 12. listopada 1999. godine. Predsjednikom je proglašen 20. lipnja 2001. godine. Smatrao se saveznikom Sjedinjenih Država u borbi protiv terorizma.
Suočen s mogućnošću parlamentarnog opoziva kojeg je pripremala koalicijska vlada, 18. kolovoza 2008. je podnio ostavku na mjestu Predsjednika Pakistana.